# Furtuna tropicală Bill (2015)
Furtuna tropicală Bill a fost un ciclon tropical care a produs precipitații pe scară largă în estul Texasului⁠(d), Oklahoma, Vestul mijlociu și Atlanticul mijlociu. Bill, a doua furtună cu nume a sezonului⁠(d), s-a dezvoltat dintr-o zonă largă de presiune scăzută deasupra nord-vestului Golfului Mexic pe 16 iunie. Deoarece sistemul producea deja vânturi cu forța unei furtuni tropicale, acesta a fost imediat clasificat drept furtuna tropicală Bill. Continuând inițial să se îndrepte spre nord-vest, Bill a virat spre vest-nord-vest mai târziu pe 16 iunie. În jurul orei 12:00 UTC, furtuna a atins vârful cu vânturi maxime susținute de 60 mph (95 km/h). Puțin sub cinci ore mai târziu, Bill a atins țărmul în apropiere de insula Matagorda⁠(d), Texas, la aceeași intensitate. Ciclonul a slăbit la o depresiune tropicală și s-a întors spre nord la începutul zilei de 17 iunie. Bill a rămas un ciclon tropical până pe 18 iunie târziu, când a degenerat într-o depresiune remanentă⁠(d). Aceasta s-a deplasat spre est-nord-est până când s-a disipat deasupra Virginiei de Vest la 21 iunie.
Precursorul lui Bill a produs ploi abundente pe scară largă în America Centrală. În Guatemala, inundațiile au afectat peste 100 de case, în timp ce o alunecare de teren a ucis două persoane. Alte două persoane au murit în Honduras din cauza inundațiilor, iar alte două sunt date dispărute. Ploi abundente au căzut în unele părți ale Peninsulei Yucatán, acumulările atingând 330 mm (13 in) în Cancún, cel mai mare total zilnic înregistrat în oraș în aproape doi ani. O persoană a murit electrocutată în oraș. În Texas, inundațiile au fost exacerbate de precipitațiile record înregistrate în unele zone în luna mai. O serie de drumuri au fost inundate și au fost necesare mai multe salvări din apă în Alice și San Antonio. În zonele Houston și Dallas au avut loc blocaje majore în trafic. Inundațiile de coastă⁠(d) au provocat pagube minore, mai ales în județele Galveston și Matagorda. Un deces a survenit atunci când un băiat a fost târât într-un canal de scurgere. În Oklahoma, numeroase drumuri au fost, de asemenea, inundate de apă. Interstate 35⁠(d) a fost închisă lângă Turner Falls⁠(d) din cauza unei alunecări de pietre și lângă Ardmore⁠(d) din cauza apei mari. S-au înregistrat două decese în Oklahoma, ambele prin înec. Au existat inundații și în alte câteva state. În Statele Unite, Bill a provocat pagube în valoare de aproximativ 100 de milioane de dolari.

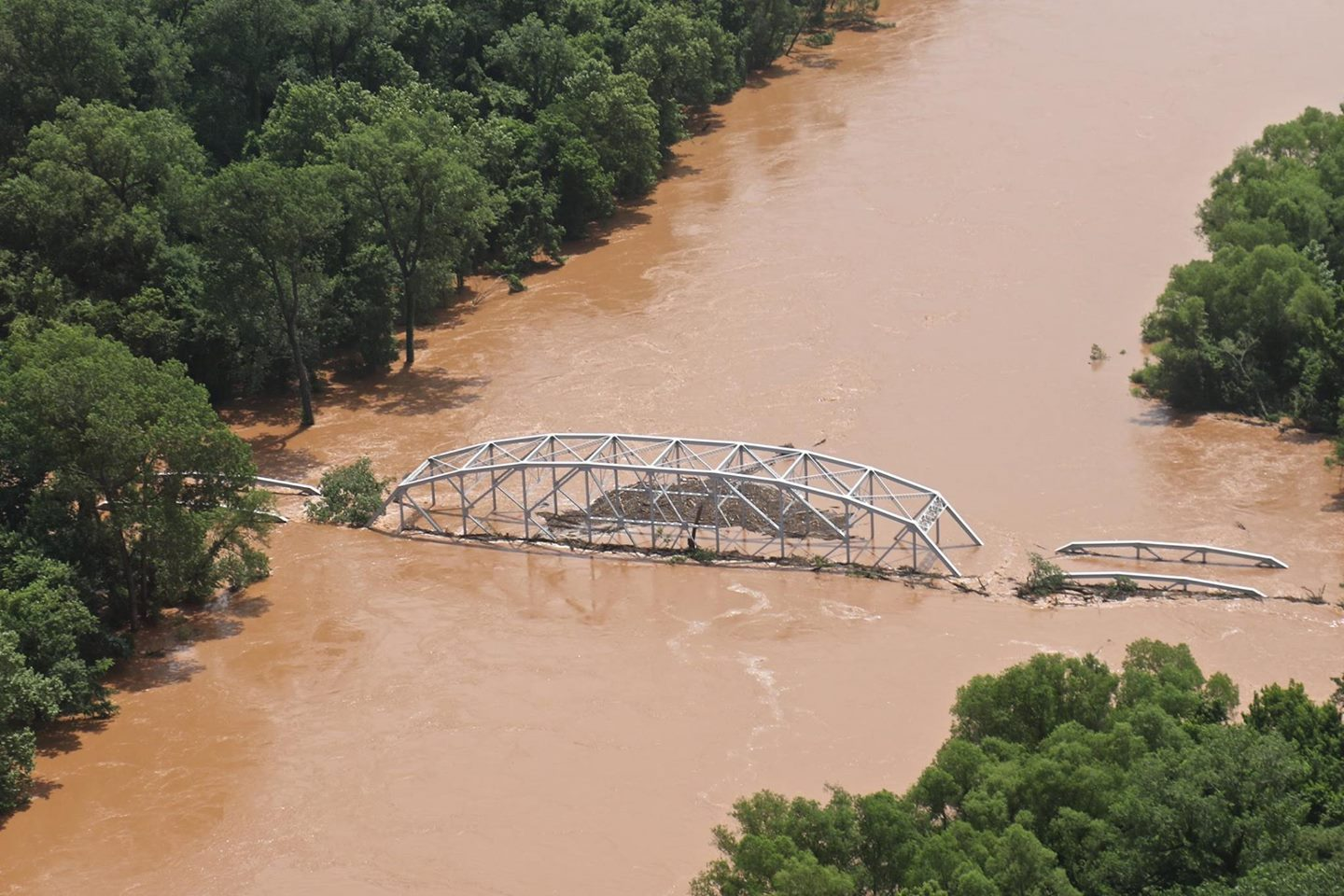
Un pod inundat de-a lungul depășit de lângă